# Decreto sui teatri
Il 10 termidoro dell'anno 15 (29 luglio 1807), Napoleone firmò un decreto sui teatri di Parigi riducendone il loro numero a otto, dando così forza di legge al decreto del ministro degli Interni del 25 aprile dello stesso anno. Questa misura portò alla chiusura di diversi teatri.
Rimasero soltanto:
Grandi teatri
- Théâtre Français (Teatro di Sua Maestà l'Imperatore), riservato a tragedie e commedie;
- Théâtre de l'Impératrice, come annesso al Théâtre Français;
- Théâtre de l'Opéra (Académie impériale de Musique), per musica e danza;
- Théâtre de l'Opéra-Comique, per comédies ou drames mêlés de couplets, d'ariettes et de morceaux d'ensemble.

Teatri secondari
- Théâtre du Vaudeville, riservato a petites pièces mêlées de couplets sur des airs connus;
- Théâtre des Variétés, per il repertorio di petites pièces dans le genre grivois, poissard ou villageois;
- Théâtre de la Porte Saint-Martin, per il melodramma;
- Théâtre de la Gaîté, per spettacoli di mimo di ogni genere, ma senza balletto o arlecchinate e farse, nel gusto di quelle di Nicolet.

Il decreto decadde dopo la caduta di Napoleone nel 1814.